# Киндамба (город)
Киндамба (фр. Kindamba) — город департамента Пул в Республике Конго, центр одноименного округа.
Расположен на юге страны, в 100 км северо-западнее столицы Браззавиль.
Находится на высоте 457 м над уровнем моря. Население города в 2014 году составляло 6 380 человек.
Основан в 1924 году, как миссионерский пункт монахов Конгрегации Святого Духа.
В городе расположен Международный аэропорт Киндамба.

## Персоналии
- Макута-Мбуку, Жан-Пьер (1929—2012) — конголезский писатель, романист, драматург, поэт, литературный критик, философ-марксист, религиовед, политолог, лингвист.
- Мвуба, Изидор (род. 1954) — премьер-министр Конго в 2005—2009 годах.